# Hardy Brothers
Hardy Brothers er en australsk virksomhed der forhandler smykker, ure og kunst. Virksomhedens historiske produkter er i dag samlerobjekter og findes på flere nationalmuseer og lignende samlinger. Det er den eneste australske juveler, der har fået Royal Warrant, og siden 1980 har selskabet fremstillet Melbourne Cup.

## Butikker
- 189 Edward Street, Brisbane
- 60 Castlereagh Street, Sydney
- 345 Victoria Avenue, Chatswood Chase, Chatswood, Sydney
- 338 Collins Street, Melbourne
- 1341 Dandenong Road, Chadstone, Melbourne
- 47 King Street, Perth